# Az Amerikai Egyesült Államok 114. kongresszusa szenátusi tagjainak listája
A lista az Amerikai Egyesült Államok Szenátusának (a 114. szenátusnak) az összetételét mutatja be. Az USA szenátusa 100 főből áll. A szenátusban minden állam két fővel képviselteti magát, ami eltérést mutat a képviselőházzal szemben, ahol az államok lakosság szerint vannak képviseltetve. A szenátusi választásokra kétévente (páros években, a november első hétfőjét követő kedden) kerül sor; minden ilyen alkalommal a szenátorok egyharmadát választják meg, annak megfelelően, hogy a mandátumuk hat évre szól. A szenátorokat az 1913-ban életbe lépett 17. alkotmánymódosítás szerint az egyes államok lakossága közvetlen módon választja; korábban az államok törvényhozása döntött a személyükről. A szenátusban nincsen képviselete az Egyesült Államok társult államainak, valamint Washington főváros lakosainak.  

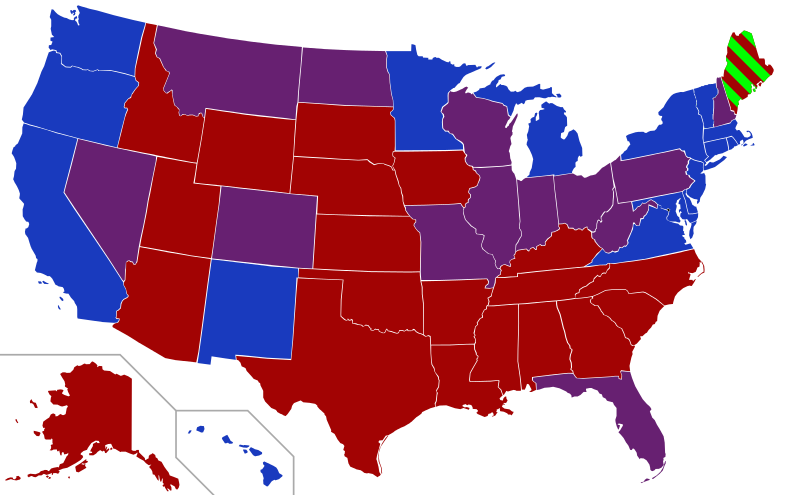
Az Amerikai Egyesült Államok Szenátusának pártkötődései. Pirossal jelölve a Republikánus Párt államai, kékkel a Demokratáké. Lilával jelölt államok vegyesen (egy-egy) szenátort adtak, míg a zöld-piros jelzés egy független szenátorra és egy republikánus szenátorra utal

## A szenátus összetétele (2016)
A szenátus jelenlegi (2016) összetétele:

A szenátus pecsétje

| \| Pártkötődés \| Pártkötődés \| létszám \| \| ----------- \| ----------------- \| ------- \| \| \| Republikánus Párt \| 54 \| \| \| Demokrata Párt \| 45 \| \| \| Független \| 1[2] \| \| Összesen \| Összesen \| 100 \| |                   |         |
| Pártkötődés | Pártkötődés       | létszám |
| | Republikánus Párt | 54      |
| | Demokrata Párt    | 45      |
| | Független         | 1       |
| Összesen | Összesen          | 100     |

## A szenátus vezetése
A szenátus üléseit hivatalosan az Egyesült Államok alelnöke vezeti (az alkotmány szerint az alelnöknek ez az egyetlen önálló szövetségi jogköre), aki szavazati joggal a szavazategyenlőség esetét leszámítva nem rendelkezik. Szavazategyenlőség esetén szabad döntési joga van bármelyik oldalt támogatni. Mivel az alelnök esetében előfordulhat akadályoztatás (ilyen például, ha a 25. alkotmánymódosítás szerint  az elnöki jogokat és kötelezettségeket ügyvezető elnökként ellátja) a szenátus  „ideiglenes” vezetésére bevezették a President Pro Tempore (korelnök) tisztségét. A korelnököt mindig a többségben lévő párt adja, s az egy évben születettek közül a legrégebben beiktatott szenátor tölti be ezt a tisztséget.
| Beosztás                                       | Párt | Személy | Személy     | Állama   | Kinevezése       |
| ---------------------------------------------- | ---- | ------- | ----------- | -------- | ---------------- |
| Az Egyesült Államok alelnöke A szenátus elnöke |      |         | Joe Biden   | Delaware | 2009. január 20. |
| Korelnök (President Pro Tempore)               |      |         | Orrin Hatch | Utah     | 2015. január 3.  |

## Frakciók
Az Amerikai Egyesült Államok Szenátusában két nagy csoport dolgozik, a többségi és a kisebbségi csoport. Jelenleg a többségi frakciót - a képviselőházzal megegyezően - a Republikánus Párt adja, a kisebbségi frakciót a Demokrata Párt. 

### A többségi (republikánus) vezetés[6]
| Funkció                                         | Név             | Állam        | Kinevezés |
| ----------------------------------------------- | --------------- | ------------ | --------- |
| Szenátusi többségi vezető                       | Mitch McConnell | Kentucky     | 2015.     |
| Szenátusi többségi titkár                       | John Cornyn     | Texas        | 2015.     |
| Republikánus frakcióelnök                       | John Thune      | Észak-Dakota | 2015.     |
| Republikánus frakció-alelnök                    | Roy Blunt       | Missouri     | 2013.     |
| Elnök: National Republican Senatorial Committee | Roger Wicker    | Mississippi  | 2013.     |
| Elnök Senate Republican Policy Committee        | John Barrasso   | Wyoming      | 2013.     |

### Kisebbségi (demokrata) vezetés
| Funkció                                         | Név           | Állam      | Kinevezés |
| ----------------------------------------------- | ------------- | ---------- | --------- |
| Szenátusi kisebbségi vezető                     | Harry Reid    | Nevada     | 2015.     |
| Szenátusi kisebbségi titkár                     | Dick Durbin   | Illinois   | 2015.     |
| Demokrata frakcióelnök                          | Chuck Schumer | New York   | 2011.     |
| Demokrata frakció-titkár                        | Patty Murray  | Washington | 2007.     |
| Elnök: Democratic Senatorial Campaign Committee | Jon Tester    | Montana    | 2015.     |

## Választási rend
Az Amerikai Egyesült Államok alkotmánya a szenátorok választásáról eredetileg a 3. szakaszban rendelkezett: "Az Egyesült Államok Szenátusa az egyes államokat képviselő két-két szenátorból áll, akiket az állam törvényhozó testülete hatévi időtartamra választ; minden szenátor egy szavazattal rendelkezik.
Közvetlen az első választást követő összeülés után a szenátorokat a lehetőség szerint három egyforma létszámú osztályba kell sorolni. Az első osztályba tartozó szenátorok mandátuma a második év, a második osztályba tartozó szenátorok mandátuma a negyedik év, a harmadik osztályba tartozó szenátorok mandátuma a hatodik év végén megszűnik, s így a szenátus egyharmadát kétévenként választják újjá; amennyiben lemondás vagy egyéb okok folytán mandátumok üresednek meg akkor, amikor az egyes államok törvényhozó testülete nem ülésezik, az adott állam végrehajtó hatósága a megüresedett mandátumok betöltése érdekében a törvényhozó testület legközelebbi üléséig ideiglenesen kijelölhet szenátorokat: a törvényhozó testület a megüresedett helyeket betölti." Ez a rendszer volt érvényben egészen addig, amíg az 1913-ban életbe lépett 17. alkotmánymódosítás elő nem írta a szenátorok közvetlen választását. Azóta a szenátorok személyéről a lakosok közvetlenül szavaznak a képviselőházi választásokkal egyidőben, a páros években, a november első hétfőjét követő kedden. Mivel a szenátorok mandátuma hatéves, mindig csak az államok egyharmadában van szenátusi választás, és egyazon állam két szenátorát sosem ugyanabban az évben választják meg.
| Osztály | Következő választási év (november) | Mandátum lejárta | Demokrata | Republikánus | Független | Összesen |
| ------- | ---------------------------------- | ---------------- | --------- | ------------ | --------- | -------- |
| 1       | 2018                               | 2019             | 24        | 8            | 1         | 33       |
| 2       | 2020                               | 2021             | 11        | 22           |           | 33       |
| 3       | 2016                               | 2017             | 10        | 24           |           | 34       |
| Total   |                                    |                  | 45        | 54           | 1         | 100      |

Az alkotmány szerint szenátor csak olyan személy lehet, aki már elmúlt 30 éves, legalább kilenc éve amerikai állampolgár és abban az államban lakik, amelyiket képviselni kíván a szenátusban.

## Szenátorok felsorolása
| Állam           | Fénykép | Név                  | Párt         | Osztály | Egyetemi tanulmányai                                                                                     | Szenátusi beiktatása | Születési dátuma               | Következő választási éve |
| --------------- | ------- | -------------------- | ------------ | ------- | --- | -------------------- | ------------------------------ | ------------------------ |
| Alabama         |         | Richard Shelby       |              | 3       | University of Alabama, Tuscaloosa (BA; LLB) Birmingham School of Law (JD)                                | 1987                 | 1934. május 6. (90 éves)       | 2016                     |
| Alabama         |         | Jeff Sessions        |              | 2       | Huntingdon College (BA) University of Alabama, Tuscaloosa (JD)                                           | 1997                 | 1946. december 24. (78 éves)   | 2020                     |
| Alaszka         |         | Lisa Murkowski       |              | 3       | Georgetown University (BA) Willamette University (JD)                                                    | 2002. december 20.   | 1957. május 22. (67 éves)      | 2016                     |
| Alaszka         |         | Dan Sullivan         |              | 2       | Harvard University (BA) Georgetown University (MS; JD)                                                   | 2015                 | 1964. november 13. (60 éves)   | 2020                     |
| Arizona         |         | John McCain          |              | 3       | United States Naval Academy (BS)                                                                         | 1987                 | 1936. augusztus 29. (88 éves)  | 2016                     |
| Arizona         |         | Jeff Flake           |              | 1       | Brigham Young University, Utah (BA; MA)                                                                  | 2013                 | 1962. december 31. (62 éves)   | 2018                     |
| Arkansas        |         | John Boozman         |              | 3       | University of Arkansas, Fayetteville (attended) Southern College of Optometry (OD)                       | 2011                 | 1950. december 10. (74 éves)   | 2016                     |
| Arkansas        |         | Tom Cotton           |              | 2       | Harvard University (BA; JD) Claremont Graduate University (attended)                                     | 2015                 | 1977. május 13. (47 éves)      | 2020                     |
| Colorado        |         | Michael Bennet       |              | 3       | Wesleyan University (BA) Yale University (JD)                                                            | 2009. január 21.     | 1964. november 28. (60 éves)   | 2016                     |
| Colorado        |         | Cory Gardner         |              | 2       | Colorado State University, Fort Collins (BA) University of Colorado, Boulder (JD)                        | 2015                 | 1974. augusztus 22. (50 éves)  | 2020                     |
| Connecticut     |         | Richard Blumenthal   |              | 3       | Harvard University (BA) Trinity College (Cambridge) (attended) Yale University (JD)                      | 2011. január 5.      | 1946. február 13. (79 éves)    | 2016                     |
| Connecticut     |         | Chris Murphy         |              | 1       | Williams College (BA) University of Connecticut, Hartford (JD)                                           | 2013                 | 1973. augusztus 3. (51 éves)   | 2018                     |
| Delaware        |         | Tom Carper           |              | 1       | Ohio State University (BA) University of Delaware, Newark (MBA)                                          | 2001                 | 1947. január 23. (78 éves)     | 2018                     |
| Delaware        |         | Chris Coons          |              | 2       | Amherst College (BA) Yale University (JD; MA)                                                            | 2010. november 15.   | 1963. szeptember 9. (61 éves)  | 2020                     |
| Dél-Dakota      |         | John Thune           |              | 3       | Biola University (BS) University of South Dakota (MBA)                                                   | 2005                 | 1961. január 7. (64 éves)      | 2016                     |
| Dél-Dakota      |         | Mike Rounds          |              | 2       | South Dakota State University (BS)                                                                       | 2015                 | 1954. október 24. (70 éves)    | 2020                     |
| Dél-Karolina    |         | Lindsey Graham       |              | 2       | University of South Carolina, Columbia (BA; JD)                                                          | 2003                 | 1955. július 9. (69 éves)      | 2020                     |
| Dél-Karolina    |         | Tim Scott            |              | 3       | Presbyterian College (attended) Charleston Southern University (BS)                                      | 2013. január 2.      | 1965. november 19. (59 éves)   | 2016                     |
| Észak-Dakota    |         | Heidi Heitkamp       |              | 1       | University of North Dakota (BA) Lewis and Clark College (JD)                                             | 2013                 | 1955. október 30. (69 éves)    | 2018                     |
| Észak-Dakota    |         | John Hoeven          |              | 3       | Dartmouth College (BA) Northwestern University (MBA)                                                     | 2011                 | 1957. március 13. (68 éves)    | 2016                     |
| Észak-Karolina  |         | Thom Tillis          |              | 2       | Chattanooga State Community College University of Maryland, University College (BA)                      | 2015                 | 1960. augusztus 30. (64 éves)  | 2020                     |
| Észak-Karolina  |         | Richard Burr         |              | 3       | Wake Forest University (BA)                                                                              | 2005                 | 1955. november 30. (69 éves)   | 2016                     |
| Florida         |         | Bill Nelson          |              | 1       | University of Florida Yale University (BA) University of Virginia (JD)                                   | 2001                 | 1942. szeptember 29. (82 éves) | 2018                     |
| Florida         |         | Marco Rubio          |              | 3       | Tarkio College Santa Fe College University of Florida (BA) University of Miami (JD)                      | 2011                 | 1971. május 28. (53 éves)      | 2016                     |
| Georgia         |         | Johnny Isakson       |              | 3       | University of Georgia (BBA)                                                                              | 2005                 | 1944. december 28. (80 éves)   | 2016                     |
| Georgia         |         | David Perdue         |              | 2       | Georgia Institute of Technology (BS; MS)                                                                 | 2015                 | 1949. december 10. (75 éves)   | 2020                     |
| Hawaii          |         | Brian Schatz         |              | 3       | Pomona College (BA)                                                                                      | 2012. december 26.   | 1972. október 20. (52 éves)    | 2016                     |
| Hawaii          |         | Mazie Hirono         |              | 1       | University of Hawaii, Manoa (BA) Georgetown University (JD)                                              | 2013                 | 1947. november 3. (77 éves)    | 2018                     |
| Idaho           |         | Mike Crapo           |              | 3       | Brigham Young University, Utah (BA) Harvard University (JD)                                              | 1999                 | 1951. május 20. (73 éves)      | 2016                     |
| Idaho           |         | Jim Risch            |              | 2       | University of Wisconsin, Milwaukee University of Idaho, Moscow (BS; JD)                                  | 2009                 | 1943. május 3. (81 éves)       | 2020                     |
| Illinois        |         | Dick Durbin          |              | 2       | Georgetown University (BS; JD)                                                                           | 1997                 | 1944. november 21. (80 éves)   | 2020                     |
| Illinois        |         | Mark Kirk            |              | 3       | Blackburn College Cornell University (BA) London School of Economics (MS) Georgetown University (JD)     | 2010. november 29.   | 1959. szeptember 15. (65 éves) | 2016                     |
| Indiana         |         | Dan Coats            |              | 3       | Wheaton College, Illinois (BA) Indiana University, Indianapolis (JD)                                     | 2011                 | 1943. május 16. (81 éves)      | 2016                     |
| Indiana         |         | Joe Donnelly         |              | 1       | University of Notre Dame (BA; JD)                                                                        | 2013                 | 1955. szeptember 29. (69 éves) | 2018                     |
| Iowa            |         | Chuck Grassley       |              | 3       | University of Northern Iowa (BA; MA) University of Iowa                                                  | 1981                 | 1933. szeptember 17. (91 éves) | 2016                     |
| Iowa            |         | Joni Ernst           |              | 2       | Iowa State University (BA) Columbus State University (MPA)                                               | 2015                 | 1970. július 1. (54 éves)      | 2020                     |
| Kalifornia      |         | Dianne Feinstein     |              | 1       | Stanford University (BA)                                                                                 | 1992. november 10.   | 1933. június 22. (91 éves)     | 2018                     |
| Kalifornia      |         | Barbara Boxer        |              | 3       | Brooklyn College (BA)                                                                                    | 1993                 | 1940. november 11. (84 éves)   | 2016                     |
| Kansas          |         | Pat Roberts          |              | 2       | Kansas State University, Manhattan (BA)                                                                  | 1997                 | 1936. április 20. (88 éves)    | 2020                     |
| Kansas          |         | Jerry Moran          |              | 3       | Fort Hays State University University of Kansas, Lawrence (BS; JD)                                       | 2011                 | 1954. május 29. (70 éves)      | 2016                     |
| Kentucky        |         | Mitch McConnell      |              | 2       | University of Louisville (BA) University of Kentucky (JD)                                                | 1985                 | 1942. február 20. (83 éves)    | 2020                     |
| Kentucky        |         | Rand Paul            |              | 3       | Baylor University Duke University (MD)                                                                   | 2011                 | 1963. január 7. (62 éves)      | 2016                     |
| Louisiana       |         | David Vitter         |              | 3       | Harvard University (BA) Magdalen College, Oxford (BA) Tulane University (JD)                             | 2005                 | 1961. május 3. (63 éves)       | 2016                     |
| Louisiana       |         | Bill Cassidy         |              | 2       | Louisiana State University, Baton Rogue (BS) Louisiana State University, New Orleans (MD)                | 2015                 | 1957. szeptember 28. (67 éves) | 2020                     |
| Maine           |         | Susan Collins        |              | 2       | St. Lawrence University (BA)                                                                             | 1997                 | 1952. december 7. (72 éves)    | 2020                     |
| Maine           |         | Angus King           | FÜGG         | 1       | Dartmouth College (BA) University of Virginia (JD)                                                       | 2013                 | 1944. március 31. (80 éves)    | 2018                     |
| Maryland        |         | Barbara Mikulski     |              | 3       | Mount St. Agnes College (BA) University of Maryland, Baltimore (MSW)                                     | 1987                 | 1936. július 20. (88 éves)     | 2016                     |
| Maryland        |         | Ben Cardin           |              | 1       | University of Pittsburgh (BA) University of Maryland, Baltimore (JD)                                     | 2007                 | 1943. október 5. (81 éves)     | 2018                     |
| Massachusetts   |         | Elizabeth Warren     |              | 1       | George Washington University University of Houston (BS) Rutgers University, Newark (JD)                  | 2013                 | 1949. június 22. (75 éves)     | 2018                     |
| Massachusetts   |         | Ed Markey            |              | 2       | Boston College (BA; JD)                                                                                  | 2013. július 16.     | 1946. július 11. (78 éves)     | 2020                     |
| Michigan        |         | Debbie Stabenow      |              | 1       | Michigan State University (BA; MSW)                                                                      | 2001                 | 1950. április 29. (74 éves)    | 2018                     |
| Michigan        |         | Gary Peters          |              | 2       | Alma College (BA) University of Detroit (MBA) Wayne State University (JD) Michigan State University (MA) | 2015                 | 1958. december 1. (66 éves)    | 2020                     |
| Minnesota       |         | Amy Klobuchar        |              | 1       | Yale University (BA) University of Chicago (JD)                                                          | 2007                 | 1960. május 25. (64 éves)      | 2018                     |
| Minnesota       |         | Al Franken           |              | 2       | Harvard University (BA)                                                                                  | 2009. július 7.      | 1951. május 21. (73 éves)      | 2020                     |
| Mississippi     |         | Thad Cochran         |              | 2       | University of Mississippi, Oxford (BA; JD)                                                               | 1978. december 27.   | 1937. december 7. (87 éves)    | 2020                     |
| Mississippi     |         | Roger Wicker         |              | 1       | University of Mississippi, Oxford (BA; JD)                                                               | 2007. december 31.   | 1951. július 5. (73 éves)      | 2018                     |
| Missouri        |         | Claire McCaskill     |              | 1       | University of Missouri, Columbia (BS; JD)                                                                | 2007                 | 1953. július 24. (71 éves)     | 2018                     |
| Missouri        |         | Roy Blunt            |              | 3       | Southwest Baptist University, Bolivar (BA) Missouri State University, Springfield (MA)                   | 2011                 | 1950. január 10. (75 éves)     | 2016                     |
| Montana         |         | Jon Tester           |              | 1       | University of Great Falls (BS)                                                                           | 2007                 | 1956. augusztus 21. (68 éves)  | 2018                     |
| Montana         |         | Steve Daines         |              | 2       | Montana State University, Bozeman (BS)                                                                   | 2015                 | 1962. augusztus 20. (62 éves)  | 2020                     |
| Nebraska        |         | Deb Fischer          |              | 1       | University of Nebraska, Lincoln (BS)                                                                     | 2013                 | 1951. március 1. (74 éves)     | 2018                     |
| Nebraska        |         | Ben Sasse            |              | 2       | Harvard University (BA) St. John's College, Maryland (MA) Yale University (MA, MPhil, PhD)               | 2015                 | 1972. február 22. (53 éves)    | 2020                     |
| Nevada          |         | Harry Reid           |              | 3       | Southern Utah University Utah State University, Logan (BS) George Washington University (JD)             | 1987                 | 1939. december 2. (85 éves)    | 2016                     |
| Nevada          |         | Dean Heller          |              | 1       | University of Southern California (BBA)                                                                  | 2011. május 9.       | 1960. május 10. (64 éves)      | 2018                     |
| New Hampshire   |         | Jeanne Shaheen       |              | 2       | Shippensburg University (BA) University of Mississippi, Oxford (MSS)                                     | 2009                 | 1947. január 28. (78 éves)     | 2020                     |
| New Hampshire   |         | Kelly Ayotte         |              | 3       | Pennsylvania State University, University Park (BA) Villanova University (JD)                            | 2011                 | 1968. június 27. (56 éves)     | 2016                     |
| New Jersey      |         | Bob Menendez         |              | 1       | St. Peter's University (BA) Rutgers University, Newark (JD)                                              | 2006. január 18.     | 1954. január 1. (71 éves)      | 2018                     |
| New Jersey      |         | Cory Booker          |              | 2       | Stanford University (BA; MA) Queen's College, Oxford (MA) Yale University (JD)                           | 2013. október 31.    | 1969. április 22. (55 éves)    | 2020                     |
| New York        |         | Chuck Schumer        |              | 3       | Harvard University (BA; JD)                                                                              | 1999                 | 1950. november 23. (74 éves)   | 2016                     |
| New York        |         | Kirsten Gillibrand   |              | 1       | Dartmouth College (BA) University of California, Los Angeles (JD)                                        | 2009. január 29.     | 1966. december 9. (58 éves)    | 2018                     |
| Nyugat-Virginia |         | Joe Manchin          |              | 1       | West Virginia University, Morgantown (BS)                                                                | 2010. november 15.   | 1947. augusztus 24. (77 éves)  | 2018                     |
| Nyugat-Virginia |         | Shelley Moore Capito |              | 2       | Duke University (BS) University of Virginia (MEd)                                                        | 2015                 | 1953. november 26. (71 éves)   | 2020                     |
| Ohio            |         | Sherrod Brown        |              | 1       | Yale University (BA) Ohio State University (MPA; MA)                                                     | 2007                 | 1952. november 9. (72 éves)    | 2018                     |
| Ohio            |         | Rob Portman          |              | 3       | Dartmouth College (BA) University of Michigan, Ann Arbor (JD)                                            | 2011                 | 1955. december 19. (69 éves)   | 2016                     |
| Oklahoma        |         | Jim Inhofe           |              | 2       | University of Tulsa (BA)                                                                                 | 1994. november 17.   | 1934. november 17. (90 éves)   | 2020                     |
| Oklahoma        |         | James Lankford       |              | 3       | University of Texas, Austin (BS) Southwestern Baptist Theological Seminary (MDiv)                        | 2015                 | 1968. március 4. (57 éves)     | 2016                     |
| Oregon          |         | Ron Wyden            |              | 3       | University of California, Santa Barbara Stanford University (BA) University of Oregon (JD)               | 1996. február 6.     | 1949. május 3. (75 éves)       | 2016                     |
| Oregon          |         | Jeff Merkley         |              | 2       | Stanford University (BA) Princeton University (MPA)                                                      | 2009                 | 1956. október 24. (68 éves)    | 2020                     |
| Pennsylvania    |         | Bob Casey, Jr.       |              | 1       | College of the Holy Cross (BA) Catholic University of America (JD)                                       | 2007                 | 1960. április 13. (64 éves)    | 2018                     |
| Pennsylvania    |         | Pat Toomey           |              | 3       | Harvard University (BA)                                                                                  | 2011                 | 1961. november 17. (63 éves)   | 2016                     |
| Rhode Island    |         | Jack Reed            |              | 2       | United States Military Academy (BS) Harvard University (MPP, JD)                                         | 1997                 | 1949. november 12. (75 éves)   | 2020                     |
| Rhode Island    |         | Sheldon Whitehouse   |              | 1       | Yale University (BA) University of Virginia (JD)                                                         | 2007                 | 1955. október 20. (69 éves)    | 2018                     |
| Tennessee       |         | Lamar Alexander      |              | 2       | Vanderbilt Egyetem (BA) New York University (JD)                                                         | 2003                 | 1940. július 3. (84 éves)      | 2020                     |
| Tennessee       |         | Bob Corker           |              | 1       | University of Tennessee, Knoxville (BS)                                                                  | 2007                 | 1952. augusztus 24. (72 éves)  | 2018                     |
| Texas           |         | John Cornyn          |              | 2       | Trinity University, Texas (BA) St. Mary's University, Texas (JD) University of Virginia (LLM)            | 2002. december 1.    | 1952. február 2. (73 éves)     | 2020                     |
| Texas           |         | Ted Cruz             |              | 1       | Princeton University (BA) Harvard University (JD)                                                        | 2013                 | 1970. december 22. (54 éves)   | 2018                     |
| Utah            |         | Orrin Hatch          |              | 1       | Brigham Young University, Utah (BA) University of Pittsburgh (JD)                                        | 1977                 | 1934. március 22. (90 éves)    | 2018                     |
| Utah            |         | Mike Lee             |              | 3       | Brigham Young University, Utah (BA; JD)                                                                  | 2011                 | 1971. június 4. (53 éves)      | 2016                     |
| Új-Mexikó       |         | Tom Udall            |              | 2       | Prescott College (BA) Downing College, Cambridge (LLB) University of New Mexico, Albuquerque (JD)        | 2009                 | 1948. május 18. (76 éves)      | 2020                     |
| Új-Mexikó       |         | Martin Heinrich      |              | 1       | University of Missouri, Columbia (BS) University of New Mexico, Albuquerque                              | 2013                 | 1971. október 17. (53 éves)    | 2018                     |
| Vermont         |         | Patrick Leahy        |              | 3       | St. Michael's College (BA) Georgetown University (JD)                                                    | 1975                 | 1940. március 31. (84 éves)    | 2016                     |
| Vermont         |         | Bernie Sanders       | [ 2 ] [ 99 ] | 1       | Brooklyn College University of Chicago (BS)                                                              | 2007                 | 1941. szeptember 8. (83 éves)  | 2018                     |
| Virginia        |         | Mark Warner          |              | 2       | George Washington University (BA) Harvard University (JD)                                                | 2009                 | 1954. december 15. (70 éves)   | 2020                     |
| Virginia        |         | Tim Kaine            |              | 1       | University of Missouri, Columbia (BA) Harvard University (JD)                                            | 2013                 | 1958. február 26. (67 éves)    | 2018                     |
| Washington      |         | Patty Murray         |              | 3       | Washington State University, Pullman (BA)                                                                | 1993                 | 1950. október 11. (74 éves)    | 2016                     |
| Washington      |         | Maria Cantwell       |              | 1       | Miami University (BA)                                                                                    | 2001                 | 1958. október 13. (66 éves)    | 2018                     |
| Wisconsin       |         | Ron Johnson          |              | 3       | University of Minnesota, Twin Cities (BS)                                                                | 2011                 | 1955. április 8. (69 éves)     | 2016                     |
| Wisconsin       |         | Tammy Baldwin        |              | 1       | Smith College (BA) University of Wisconsin, Madison (JD)                                                 | 2013                 | 1962. február 11. (63 éves)    | 2018                     |
| Wyoming         |         | Mike Enzi            |              | 2       | George Washington University (BS) University of Denver (MBA)                                             | 1997                 | 1944. február 1. (81 éves)     | 2020                     |
| Wyoming         |         | John Barrasso        |              | 1       | Rensselaer Polytechnic Institute Georgetown University (BS; MD)                                          | 2007. június 25.     | 1952. július 21. (72 éves)     | 2018                     |